# Javne finance
Javne finance je star pojem, ki je nastal v antiki s pojavom prvih mest držav ali polisov. Za potrebe delovanja mesta in vladarja so mesta potrebovala sredstva denar, zato so mesta pobirala davke ali takse.

## Pomembnost javnih financ
Javne finance so zelo pomembne za vsako državo, mesto, občino, krajevno skupnost in vas, saj odločajo o splošnem družbenem, socialnem, kulturnem in gospodarskem življenju in razvoju vsakega kraja. Posvečati bi jim morali večjo pozornost tako v šolstvu, kulturi, gospodarstvu in informacijskih sredstvih. Javne finance morajo biti organizirane tako da so transparentne in razumljive vsem prebivalcem lokalnih skupnosti. Slovenija do svoje samostojnosti pravih javnih financ sploh ni imela in tudi transparentnosti teh financ ni moglo biti. Šele od leta 2000 se poučujejo tudi na fakultetah. Javne finance lahko dobro delujejo šele, ko je vzpostavljen dober davčni sistem, to pa pomeni da se drži nekaj trdnih načel kot so:
- Načelo koristi
- Načelo ekonomske sposobnosti
- Načelo horizontalne in vertikalne izenačenosti
- Operacionalnosti.

Potrebno je tudi izdelati:
- analizo davčne obremenitve,
- analizo parcialnega ravnovesja,
- analizo davčnega prevaljevanja,
- osnovne račune javnih financ- (nabor več računov),
- postaviti institucije nadzora javnih financ,
- bilance prihodkov in odhodkov.

Javne finance so tista aktivnost države, ki je povezana s pridobivanjem javnih prihodkov, javnih naročil in javnih plačil. Nujne so za delovanje države, ko tržišče ni dovolj učinkovito, vključene pa so na področjih:
- Javni prihodki
- Javna plačila
- Državni proračun
- Državna posojila
- Finance za stabilizacijo, kadar je zašlo tržno gospodarstvo v prevelika nihanja.

Z javnimi financami se financirajo javne dobrine države kot so: 
- Obramba
- Sodstvo
- Šolstvo
- Znanost
- Kultura
- Zdravstvo
- Komunala in podobno.

Javne dobrine morajo biti dostopne vsem v državi pod enakimi pogoji. Na teh področjih iz raznih razlogov ne deluje ekonomsko tržišče, zato se mora vključiti država. Javne finance lahko delujejo pozitivno in negativno, če npr. stimulirajo proizvodnjo, ki onesnažuje okolje. Ponudniki običajno v ceno ne vračunajo stroška zastrupljevanja okolja-npr. smetišč, zato mora država tedaj izvajalca z davki ali ustreznimi zakoni prisiliti da vkjučijo tudi sanacijo okolja. Kadar se v javnih financah pričnejo pojavljati lobisti je to znak da bo morala ukrepati finančna policija ker je očitno da gre za korupcijo in krajo družbenega denarja.

## Afere povezane z javnimi financami v Sloveniji
Slovenija ni imuna na afere povezane z goljufijami in korupcijami z denarjem iz javnih financ. Največ denarja je izginilo pri gradnji avtocest, pri gradnji velikih objektov v zdravstvu, pri nabavi orožja za Slovensko vojsko, pri sanacijah bank, pri slabo nadziranih javnih naročilih. Ocena strokovnjakov je da je skopnelo v slabo vodenih in nadziranih projektih kar 50% denarja iz javnih financ. Afere se od leta 2000 naprej vrstijo, to so DARS, SCT, UKC Ljubljana, PATRIA, Istra Benz, ELAN, MURA, VEGRAD, PREVENT GLOBAL , T6 in še mnoge manjše. Finančna policija v Sloveniji ne funkcionira, zato tudi nobena afera še ni dobila sodni epilog. Država se zaradi privatnih koristi posameznikov izčrpava in nepotrebno zadolžuje.